# Charles Marques
Charles Marques (Macapá, 27 de maio de 1969), é um policial civil, pastor evangélico e político brasileiro. Foi deputado estadual pelo Amapá de 2010 a 2019.

## Carreira política
Charles Marques nasceu em Macapá, sendo criado também em Santana. Concorreu ao cargo de deputado estadual em três eleições (1998,2002 e 2006), em ambas, não conseguiu os votos necessários. Em 2010, com a saída do deputado Ricardo Soares, indicado a uma cadeira no TCE do Estado, Charles assume a vaga. É reeleito em 2010 com 5.524 votos.  Nas eleições de 2012, candidata-se a prefeitura de Santana, tendo o advogado Cabral Tork como vice, porém foram derrotados. Foi reeleito deputado estadual  com 5.704 votos. Nas eleições de 2018 consegue 2.578 votos, não conseguindo renovar o mandato. 